# Gare de Chelles - Gournay
Gare de Chelles - Gournay vasútállomás és RER állomás Franciaországban, Chelles településen.

## Vasútvonalak
Az állomást az alábbi vasútvonalak érintik:
- Párizs-Strasbourg-vasútvonal

## Kapcsolódó állomások
A vasútállomáshoz az alábbi állomások vannak a legközelebb:
- Gare du Chénay - Gagny (Nanterre – La Folie, RER E)
- Gare de Vaires - Torcy (Gare de Meaux, ligne P)
- Paris Gare de l’Est (Paris Gare de l’Est, ligne P)

## Lásd még
- Franciaország vasútállomásainak listája
- A RER állomásainak listája